# ダクトテープ

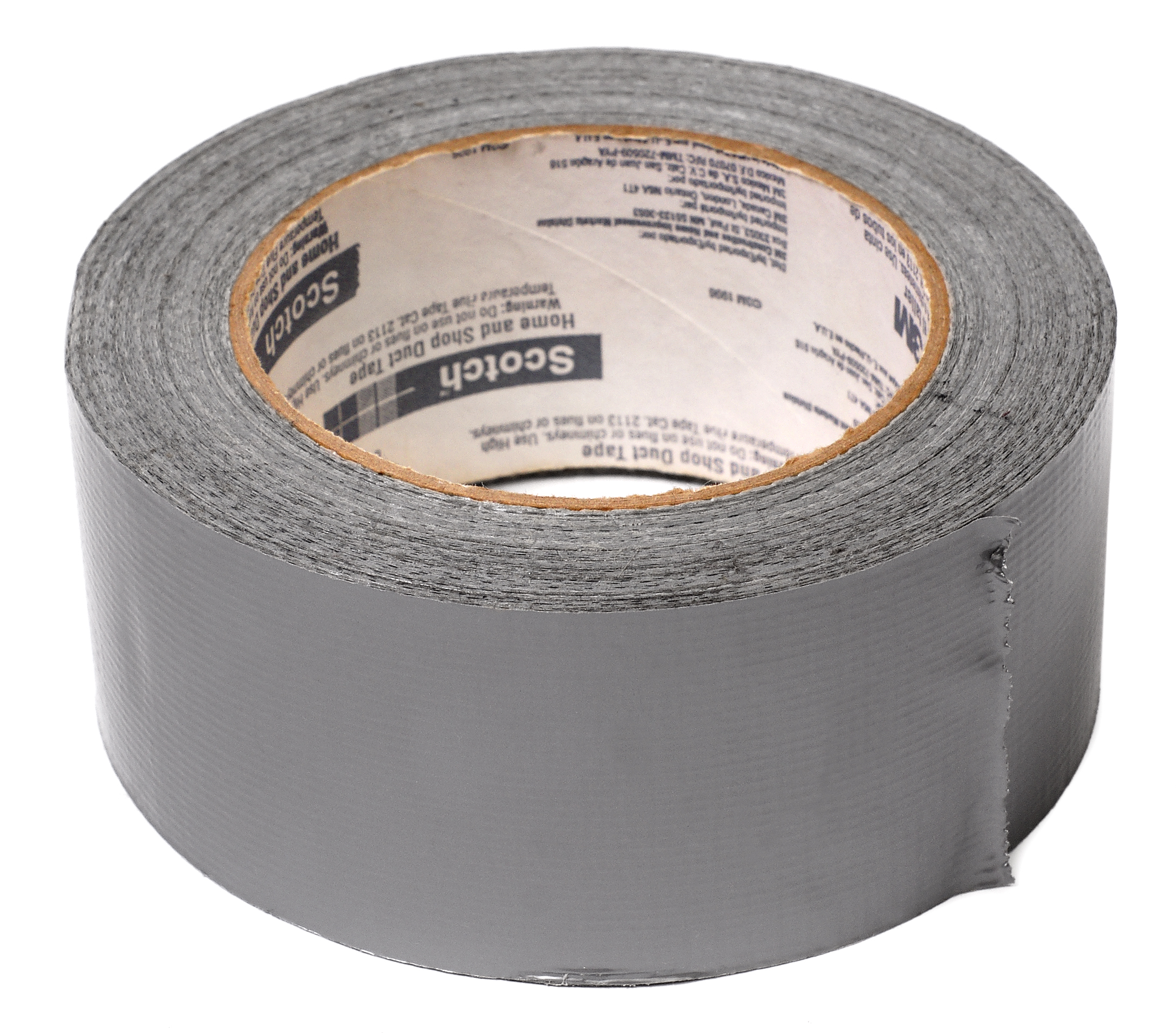
3M（スコッチ）のダクトテープ

ダクトテープ（英: duct tape）は、粘着テープの一種。日本における一般的な粘着テープ（いわゆるガムテープ）よりも粘着力および強度が高い。発祥となったアメリカ合衆国では補修をはじめ様々な用途に使われている。

## 歴史
1900年代から防食や絶縁目的で耐水性テープが用いられる様になり、アヒルのように水をはじくことから、あるいは芯に帆布を用いたことから、duck tape（ダックテープ）と呼ばれた。初期のアマニ油などを浸漬させた布地から、次第にゴムや酸化亜鉛などで機能向上が図られた。一方、1925年にマスキングテープが登場し、貼って剥がせる粘着テープが実用化されていた。
1943年、第二次世界大戦中のアメリカ合衆国で、軍需製品としてジョンソン・エンド・ジョンソン社により開発された。
開発のきっかけとなったのは、軍需工場に勤めていたふたりの水兵を息子に持つ女性で、弾薬箱の防水荷造りに掛かる兵士の手間を軽減する事が目的だったという。
ポリエチレンでコーティングされた帆布に、灰色のゴム系接着剤を塗布した粘着テープとして製品化され、貼るだけで密封と固定ができ、容易に剥がして開封できる、さらに刃物を使わず手で切れる作業性を備えていた。
戦後、民間でも配管（ダクト）工事などの貼り合わせに使われるようになり、「ダクトテープ」という名称が普及した。
難燃性のテープを販売していたAlbert Arno社が「Ductape」を1960年に商標登録しているが、現代では半ば普通名称化しており、3Mは「スコッチ」のブランド名であるが、商品名に「ダクトテープ」を使っている。「DUCK」はヘンケルが商標登録し「DUCK POWER TAPE」のブランド名で販売しており、パッケージにはアヒルの絵が描かれていた。後に粘着テープの生産権はシュアテープ社に譲渡された。なおシュアテープでは「シュアテープ」のブランド名を使用し、DUCKのブランド名はヘンケルの家庭向けDIY用品に使われているが、ダックテープは生産されていないため、現在では「DUCK」ブランドのテープは存在しない。日本ではアサヒペンがヘンケルの製品を「パワーテープ」の名称で販売しており、シュアテープに移管後もパッケージに書かれていたアヒルの絵と「DUCK」の文字を「Shurtape」に書き換えて販売している。

## 性質
表面がポリエチレンでコーティングされているため湿気と摩擦に強い。また、内側に繊維を用いていることから手で切ることができる。
短所としては、時間が経った後の糊残りが頑固（経年劣化）という点がある。これに対応して「ダックテープ」など一部製品では糊を改良し残りが少ないと謳っている。
色はグレーが主流だが「ダックテープ」には様々なカラーがあり、シュアテープでもそのままラインナップしている。大戦中にアメリカ軍において使用されていた際はオリーブドラブだった。オリーブドラブはアメリカ陸軍における緑の標準色である。
3Mの「8979N」は、核管理機関での使用も想定した、高耐久性の低ハロゲン低硫黄タイプである。

### ダクトへの使用
一般向けのダクトテープは名称とは裏腹に、ダクトの修理に適しているとは言えない。
1998年、ローレンス・バークレー国立研究所のマックス・シャーマンとイアン・ウォーカーが発表した実験では、温度変化が大きいとリーク率が高くなり、場合によっては剥離するなど、長期にわたるシール性に欠ける。実験では強度に劣るその他のテープでは問題が生じなかったとしている。
日本は季節による寒暖差が大きいことから、空調関係の施工では通常アルミテープが用いられる。このため日本ではダクトテープと言えばアルミテープを指す傾向があり、翻訳文を読む際などには注意が必要。
現代ではプロユーザー向けとしてダクトの修理に対応した改良型のダクトテープも登場している。

## 活用例
モデルが胸を寄せて谷間を作るため、スポーツ選手が関節を保護するためなど、直接皮膚に張って用いられることもある。米国皮膚科学会ではイボの家庭用治療としては、サリチル酸が最も一般的な処置方法だとしているが、イボにダクトテープを貼り数日ごとに取り替える方法も紹介している。
1970年の月着陸船「アポロ13号」の酸素タンク爆発事故の際には、ダクトテープで空気浄化装置をつなぎ合わせることで、危機を脱した。
アメリカではヘンケル社が高校のダンスパーティーの衣装をダクトテープで作るコンテストを主催していた。個人のアート作品も多く製作されている。

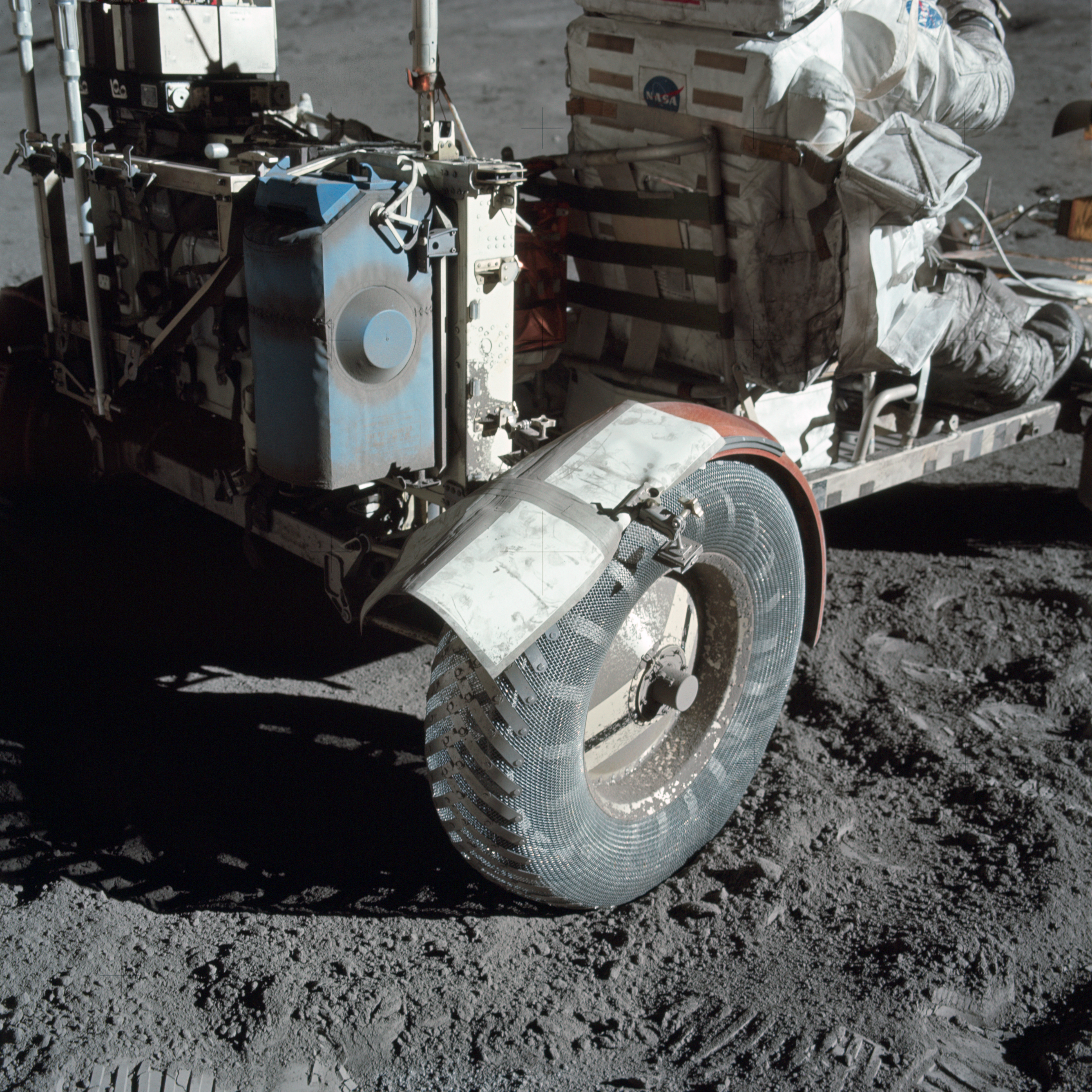
アポロ17号の月面車のフェンダー。破損したためダクトテープで貼り合わせた地図で代用している。
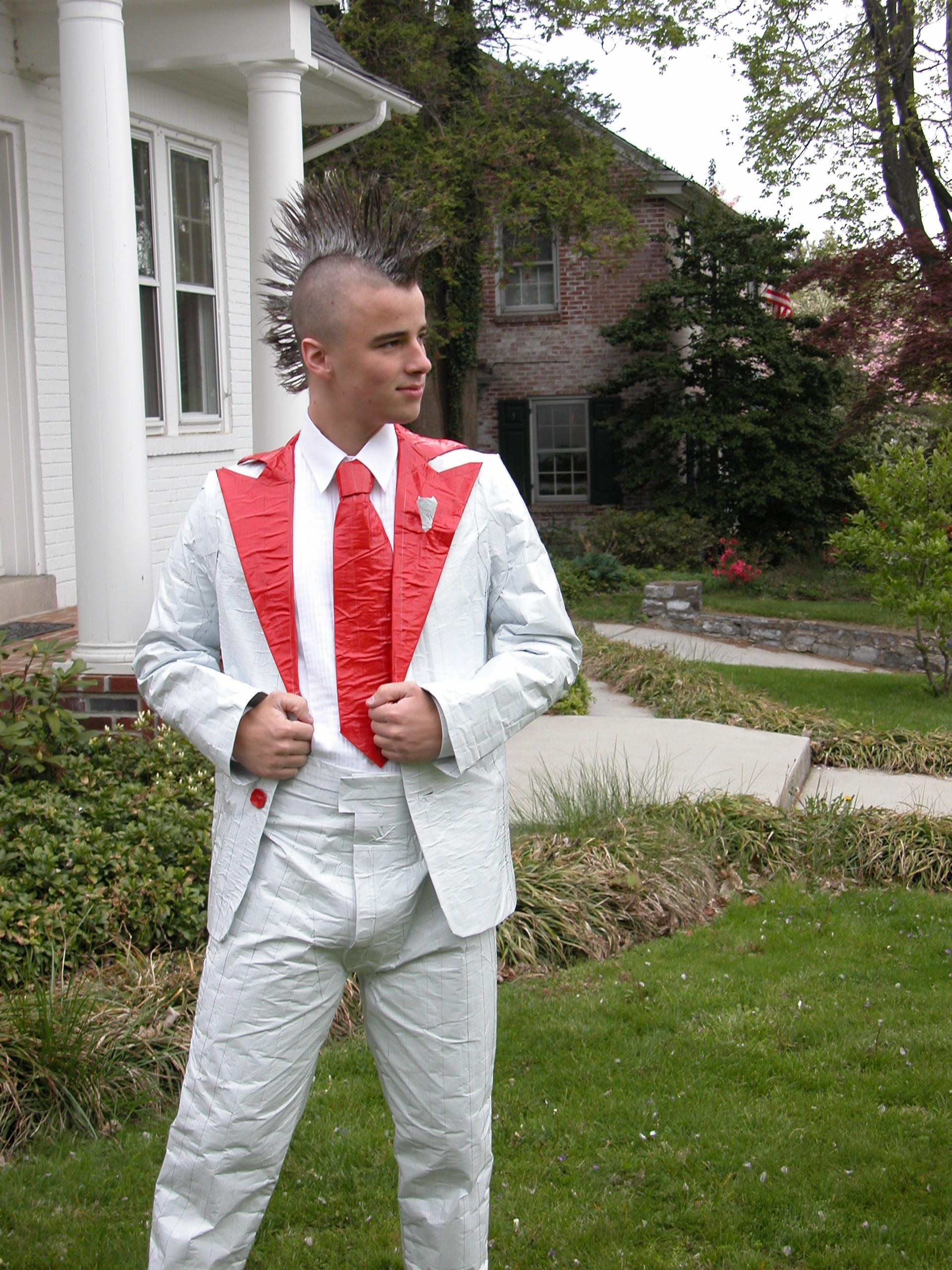
ダクトテープ製のタキシード
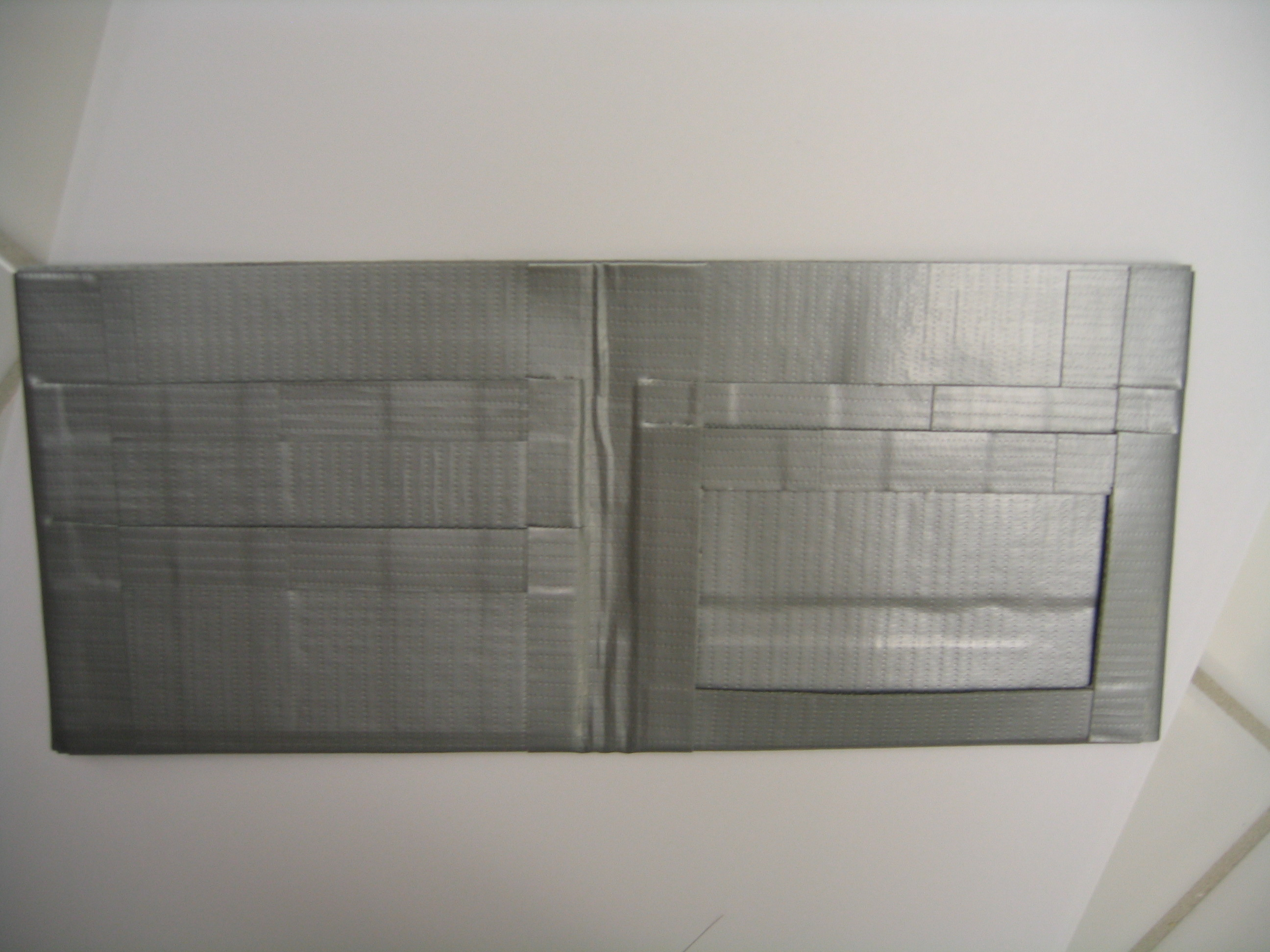
ダクトテープ製の財布
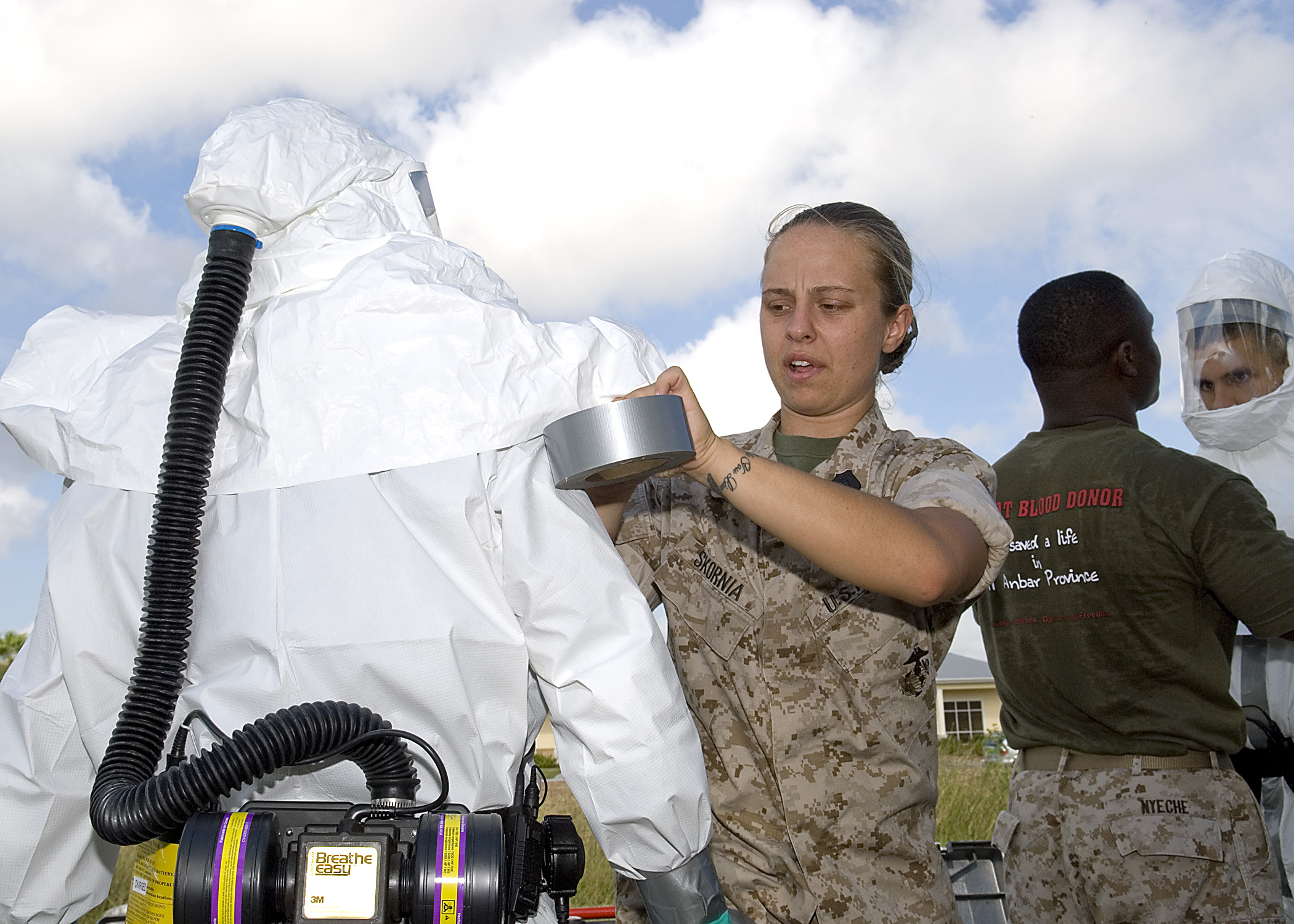
アメリカ海軍のパンデミック対応訓練において、化学防護服の余った部分をダクトテープで留めている。